# Kouzminki
Kouzminki (Муниципальный округ Кузьминки) est un district municipal du district administratif sud-est de la municipalité de Moscou. Il est connu par la beauté de son parc de Kouzminki. Il est desservi par les stations de métro Kouzminki et Voljskaïa (près de Lioublino).

## Histoire

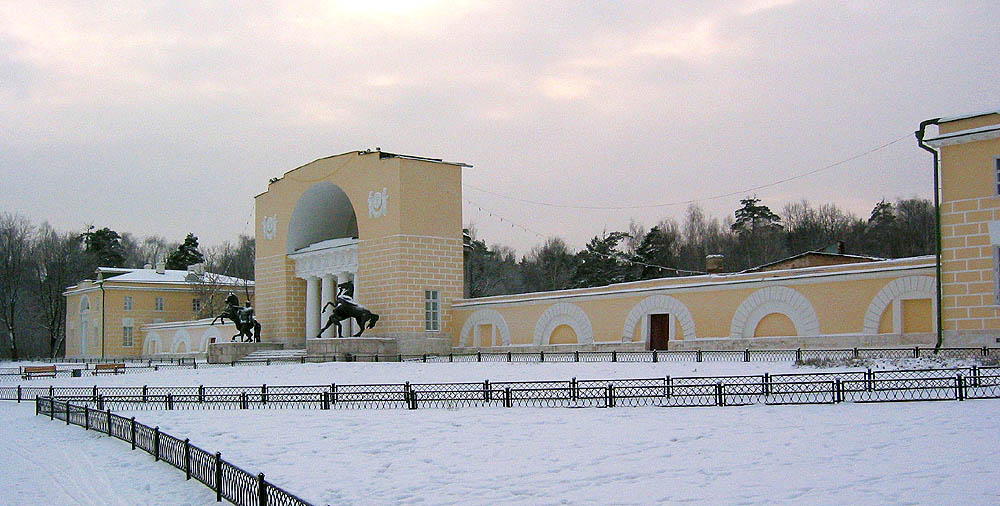
Vue du château de Kouzminki

Kouzminki appartient au XVIIe siècle au monastère de Nikolo-Ougrechski, détruit pendant le Temps des Troubles, avec un moulin, appelé moulin de Kouzminka, avec une partie appartenant au monastère Saint-Simon de Moscou. Pierre le Grand le donne en 1702 à Grigori Stroganov (1656-1715).
Une église de bois est construite entre 1716 et 1720, dédiée à l'icône de la Vierge de Blachernitissa. Elle brûle plus tard et est remplacée par une autre église de bois. Alexandre Stroganov hérite de Kouzminki en 1740 et fait creuser un lac, appelé lac supérieur de Kouzminki. Le domaine appartient de 1757 à la révolution de 1917 à la famille Galitzine, la fille aînée d'Alexandre Stroganov, Anne (1739-1816), ayant épousé le prince Michel Galitizne (1731-1804). La maison seigneuriale est agrandie et modernisée en style néoclassique. Leur fils, Serge (1774-1859) établit le système du majorat pour la transmission et la gestion du domaine. Il l'agrandit et achète des villages voisins. 
Le château de Kouzminki est détruit par un incendie le 19 février 1916, alors qu'une partie était transformée en hôpital militaire. L'incendie détruit toute la précieuse collection de meubles et d'œuvres d'art.
Le soviet des commissaires du peuple de Petrograd donne le domaine à l'institut vétérinaire. Beaucoup de dépendances et de bâtiments sont occupés par des laboratoires ou des bâtiments utilitaires, mais certains au caractère artistique historique se dégradent faute d'entretien, tandis qu'un nouveau bâtiment vétérinaire est construit. Plus tard des usines chimiques sont construites.
En 1958 un grand programme immobilier fait ériger des immeubles d'habitation à quatre étages typiques de l'ère Khrouchtchev, les khrouchtchiovki. La zone entre dans la municipalité de Moscou en 1960 et, six ans plus tard, on ouvre la station de métro Kouzminki. 

## Galerie

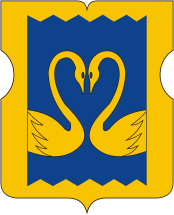
Armes du district.
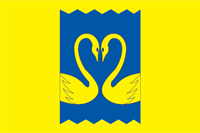
Drapeau du district.
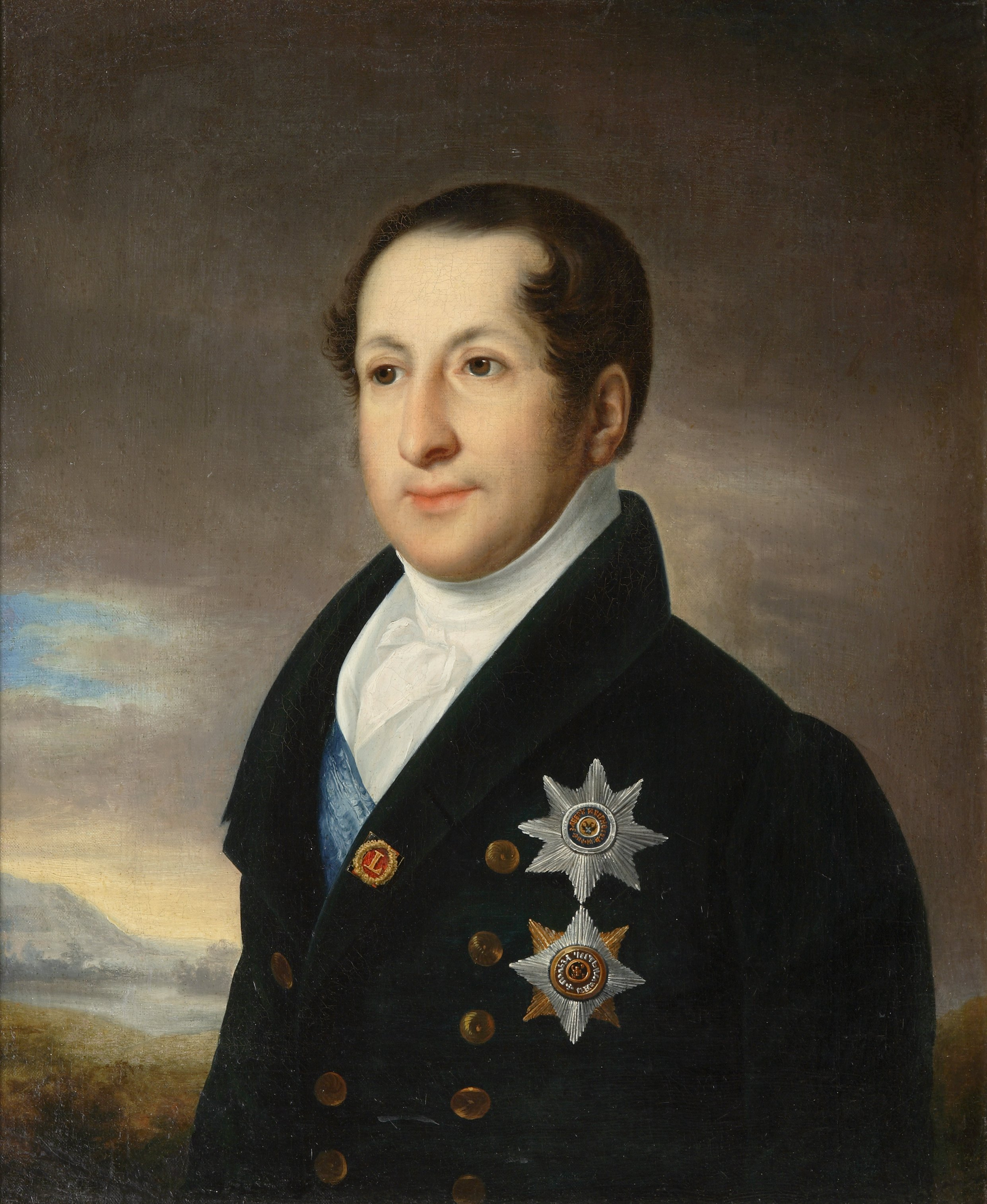
Portrait du prince Serge Mikhaïlovitch Galitzine (1774-1859).
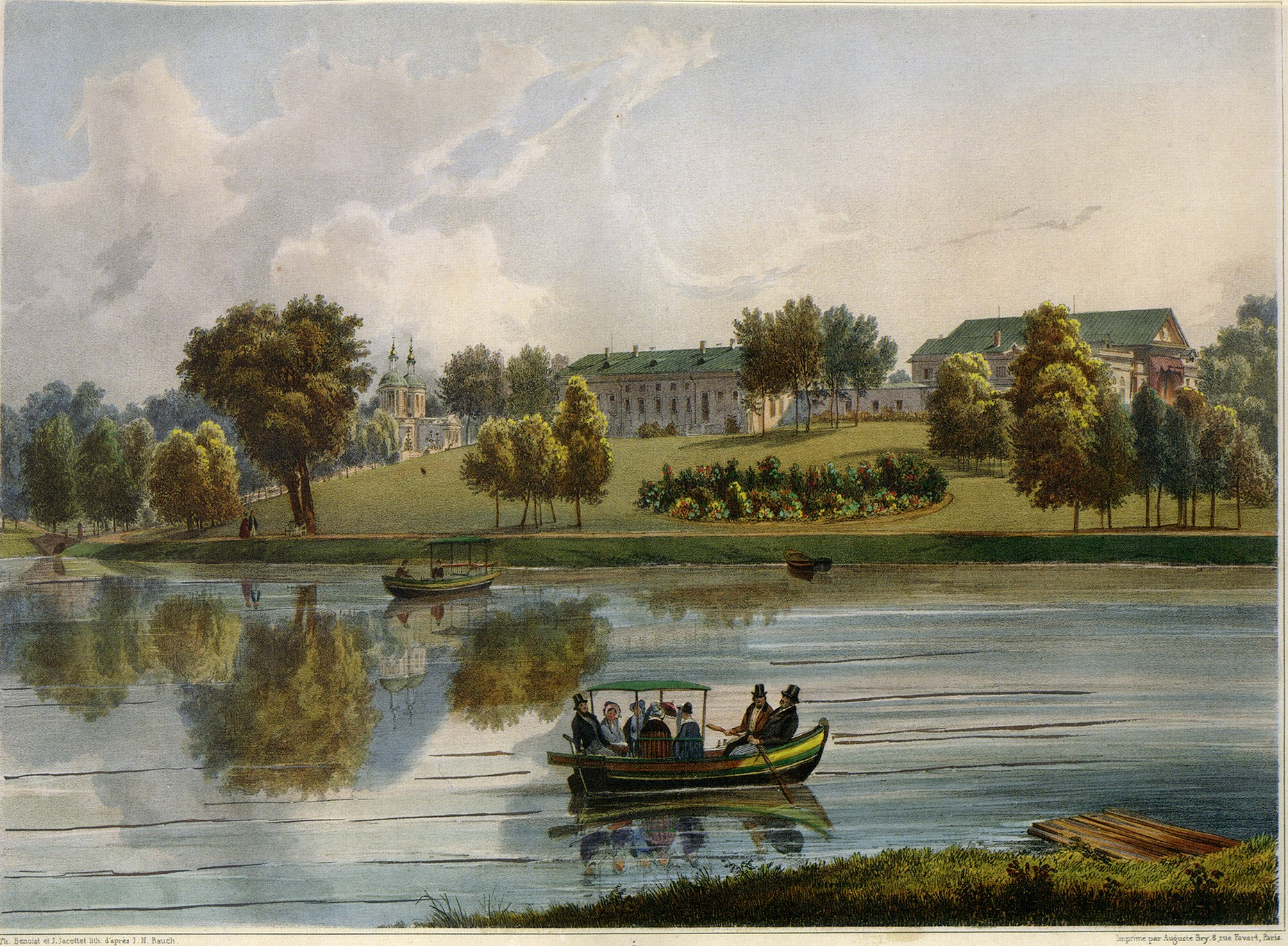
Le lac et le château de Kouzminki vers 1825.
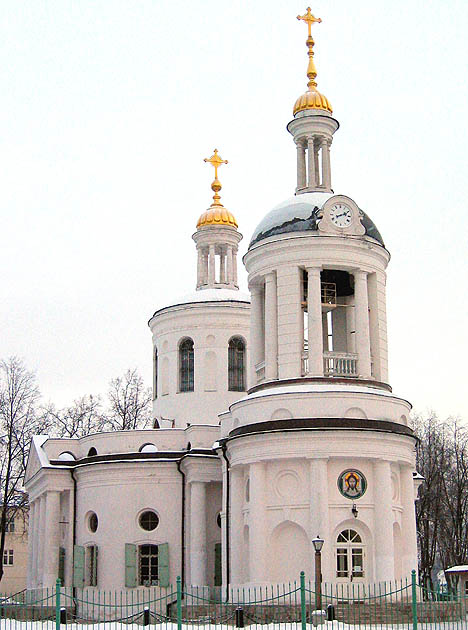
Vue de l'église de Kouzminki.